# Worden (Montana)
Worden é uma Região censo-designada localizada no estado americano de Montana, no Condado de Yellowstone.

## Demografia
Segundo o censo americano de 2000, a sua população era de 506 habitantes.

## Geografia
De acordo com o United States Census Bureau tem uma área de
5,2 km², dos quais 5,2 km² cobertos por terra e 0,0 km² cobertos por água. Worden localiza-se a aproximadamente 913 m acima do nível do mar.

## Localidades na vizinhança
O diagrama seguinte representa as localidades num raio de 36 km ao redor de Worden.